# Бакиров, Федор Гайфуллович
Баки́ров Фёдор Гайфу́ллович (род. 10 февраля 1947 года, Старобалтачево, Башкирская АССР, СССР) — советский и российский учёный-педагог и инженер-механик. Доктор технических наук (1995), профессор (2007). 
Отличник высшей[какой?] школы СССР (1982), изобретатель СССР (1985), заслуженный деятель науки Республики Башкортостан (1997), заслуженный работник высшей школы Российской Федерации (2008), кавалер Ордена Салавата Юлаева (2017).

## Биография
Фёдор Гайфуллович Бакиров родился 10 февраля 1947 года в селе Старобалтачево Балтасинского района Башкирской АССР.
В 1969 году окончил Уфимский авиационный институт (ныне Уфимский государственный авиационный технический университет), получив специальность инженер-механик.
С 1969 году — инженер, ассистент, старший учитель, доцент, профессор в Уфимском государственном авиационном техническом университете. 1980-1988 гг. проректор по вечернему и заочному обучению.
С 1986 по 1990 год — заведующий кафедрой основ научно-технического творчества, инженерной педагогики и психологии. 1990—2004 год заведующий кафедрой теории авиационных и ракетных двигателей.
С 2004 года заведующий кафедрой авиационной теплотехники и теплоэнергетики.

## Научная деятельность
Научная деятельность связана с развитием теории рабочих процессов в камерах сгорания газотурбинных двигателей и энергоустановок, с решением проблем энергосбережения, снижения вредных выбросов тепловых двигателей, использования низкопотенциальных источников теплоты. Результаты исследований применяются при разработке низкоэмиссионных камер сгорания в авиадвигателестроении.
Автор более 180 научных трудов и 8 изобретений.

## Почётные звания, награды
- Заслуженный деятель науки Республики Башкортостан (1997)[источник не указан 1088 дней];
- Член-корреспондент Военной академии наук Российской Федерации (1998)[источник не указан 1088 дней];
- Отличник высшей школы СССР (1982)[источник не указан 1088 дней];
- Изобретатель СССР (1985)[источник не указан 1088 дней];
- Заслуженный работник высшего образования РФ (2008)[источник не указан 1088 дней];
- Орден Салавата Юлаева (2017)[3].

## Семья
- Жена — певец, музыковед[источник не указан 1088 дней], Башкирский государственный педагогический университет имени Мифтахетдина Акмуллы[что?] профессора Зульфира Фархутдинова.